# Stridsmoral

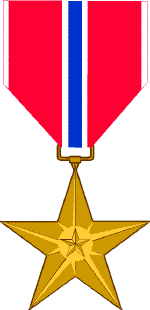
Hög stridsmoral brukar leda till att man får uppmuntran av nationen, med bland annat medaljer

Med stridsmoral menas vilja att kämpa för sitt land, eller något dylikt i en strid. En nations stridsduglighet har ofta att göra med huruvida befolkningen har en vilja att strida, eller ej.[källa behövs]
Psykologisk krigföring har en hel del med stridsmoral att göra, och propaganda kan leda till ökad stridsmoral. 
Sedan boken Om kriget skrevs av Carl von Clausewitz har stridsmoralen setts som en viktig princip i krig. 